# O Gênio do Sexo
O Gênio do Sexo é um filme de comédia brasileiro de 1979, em estilo pornochanchada, escrito e  dirigido por Paulo Figueiredo (que também atua).

## Elenco
- Luiz Carlos de Moraes....Alfredo
- Marivalda...Geny
- Paulo Figueiredo...Rodolfo
- Nicole Puzzi.[2] Angélica (creditada como Nicole)
- Pedro Cassador...Professor Andorinha, o inventor (referências ao Professor Pardal)
- Iara Marques...Brigite, a empregada doméstica
- Eudósia Acuña...Columba, chefe da agência de detetives (referência a Columbo)
- Dilim...Robovaldo, o robô (voz de Renato Bonfim) (referencia a Robopato e a Lampadinha)
- Zélia Toledo...Secretária

## Sinopse
O rico empresário Alfredo fica impotente, sem que nenhum médico ou curandeiro, no Brasil ou no exterior, consiga curá-lo. Sua esposa Geny (e as amantes - a empregada doméstica e a secretária), não se conforma e contrata o inventor Professor Andorinha, cujo anúncio oferecendo resolver "qualquer problema" lera no jornal. Ela vai ao banco e pega uma grande soma em dinheiro e a leva ao inventor, sem saber que fora seguida pelos bandidos conhecidos como "Irmãos Metranca Ltda" (referências aos Irmãos Metralha). O inventor consegue criar a "sexy cueca", capaz de estimular quimicamente o desejo sexual de qualquer homem. Mas antes que consiga entregá-la a Dona Geny, os bandidos liderados por Rodolfo aparecem e roubam o dinheiro e o invento, além de explodirem o laboratório e atirarem no auxiliar robô do Professor. Ao saber do ocorrido, Geny contrata a Agência de detetives de Columba, que imediatamente coloca Angélica, sua melhor agente, no caso.
Curiosidades
O referido filme faz citações a série de tv Columbo aos personagens de Walt Disney (Professor Pardal, Irmãos Metralha, Lampadinha, Robopato ) e usa o tema de James Bond usado em 007 Vive e Deixa Morrer